# Torre de las Telecomunicaciones
La Torre de las Telecomunicaciones, appelée aussi Torre Antel, est un gratte-ciel de bureaux situé à Montevideo en Uruguay. Il a été construit de 2000 à 2002 et comprend 32 étages pour une surface de plancher de 40 000 m2. L'immeuble est situé à deux kilomètres au nord du centre d'affaires de la ville. Le premier étage abrite un musée des télécommunications.
En 2023 c'est toujours le plus haut gratte-ciel d'Uruguay .
L'immeuble a été conçu par l'architecte uruguayen Carlos Ott qui a conçu l'opéra Bastille à Paris